# HMCS Algonquin (R17)
«Алгонкін» (R17) (англ. HMCS Algonquin (R17) — військовий корабель, ескадрений міноносець типу «V» Королівського військово-морського флоту Канади за часів Другої світової війни.
Ескадрений міноносець «Алгонкін» закладений 8 жовтня 1942 року на верфі компанії John Brown & Company у Клайдбанку, спочатку під назвою «Кемпенфельт», пізніше «Валентайн». 2 вересня 1943 року він був спущений на воду, а 28 лютого 1944 року увійшов до складу Королівських ВМС Канади. Есмінець брав участь у бойових діях на морі в Другій світовій війні, бився у Північній Атлантиці біля берегів Франції, Англії та Норвегії, забезпечував висадку союзників у Нормандії, супроводжував арктичні конвої.
За проявлену мужність та стійкість у боях бойовий корабель заохочений трьома бойовими відзнаками.

## Бойовий шлях

### 1944
30 березня 1944 року есмінець був включений до складу сил, що готувались до проведення операції «Тангстен» — атаці палубною авіацією королівського військово-морського флоту Великої Британії німецького лінкора «Тірпіц». Британське командування побоювалося, що цей єдиний лінкор, що лишився у німців і переховувався в Алта-фіорді, після ремонту знову стане загрозою стратегічно важливим арктичним конвоям, які доставляли вантажі до Радянського Союзу. Знищення лінкора дозволило б звільнити кілька важких бойових кораблів, що дислокувалися у Північному морі для протидії «Тірпіцу».
3 квітня 1944 року літаки з п'яти авіаносців завдали удару по «Тірпіцу». Британські льотчики на 42 пікіруючих бомбардувальниках Fairey Barracuda у супроводі 80 винищувачів зустріли серйозний опір німців. Й хоча п'ятнадцять авіабомб вразили ціль, німецькому лінійному кораблю не були завдані суттєвих збитків. Через два місяці він знову увійшов до строю. Втрати британців склали чотири літаки, дев'ять льотчиків загинули.
17 липня разом з лінкором «Герцог Йоркський» та крейсерами «Кент», «Девоншир» і «Джамайка» ескадрений міноносець «Алгонкін» прикривали авіаносну групу з авіаносців «Формідабл», «Індіфатігебл» та «Фьюріос», що проводили чергову спробу атакувати німецький лінійний корабель «Тірпіц» у норвезькому фіорді Каафіорд.
З 17 до 23 вересня 1944 року есмінець входив до складу ескорту конвою JW 60 до Мурманська та зворотний конвой RA 60.
У ніч з 12 на 13 листопада «Алгонкін» входив до флотського угруповання, разом з крейсерами «Кент» та «Беллона», есмінцями «Мінгз», «Верулам» та «Замбезі», яке за даними розвідувального перехоплення «Ультри» здійснювали атаку на німецький конвой KS 357 поблизу норвезького узбережжя між Лістерфіордом та Еґерсундом. Результатом атаки стало потоплення німецьких суховантажних суден «Грейф» та «Корноайллес», а також мінних тральщиків M 427 і M 416, мисливців за підводними човнами UJ 1221, UJ 1223 і UJ 1713. «Алгонкін» узяв участь у затопленні трьох мисливців за ПЧ та одного судна.

### 1945
1 січня 1945 року «Алгонкін» з крейсером «Дайадем», ескортним авіаносцем «Віндекс» та есмінцями «Мінгз», «Савідж», «Скодж», «Серапіс», «Замбезі», «Зебра», «Сторд» і «Сіу» вийшов на ескорт арктичного конвою JW 63 до Кольської затоки.
8 січня 1945 року конвой прибув до Росії, а 11 січня вийшов зворотній конвой RW 63, з 29 суден. Під час переходу попав у зону суворого шторму, вітер сягав 157 км/год, судна були розкидані й практично поодинці дісталися Лох-Ів лише 21 січня. У лютому «Алгонкін» і «Сіу» вийшли до Мінча для зустрічі канадського авіаносця «Панчер».
Пізніше есмінець прибув до Галіфакса, Нова Шотландія, для проведення «тропікалізації» корабля, з метою його підготовки до дії у тропічних водах Тихого океану, де він мав увійти до складу тамтешнього британського флоту. Але під час переходу, у східному Середземномор'ї, надійшла новина про завершення воєнних дій на Тихоокеанському театрі війни. Після короткого відпочинку в Александрії корабель пересік Індійський та Тихий океан і прибув до ВМБ Ескуаймолт у Британській Колумбії. 6 лютого 1946 року виведений до резерву.
25 лютого 1953 року знову введений до лав канадського флоту, пройшов процес модернізації на фрегат типу 15. Наступні 14 років служив у складі ВМС, переважно у Північній Атлантиці. У січні 1958 року сталася корабельна аварія, «Алгонкін» зіткнувся в морі з есмінцем «Нутка». 1967 році повернувся до Ескуаймолта, 1 квітня 1970 року виведений зі складу флоту. 1971 році розібраний на брухт на Тайвані.